# 강주광
강주광(1994년 8월 17일~)은 대한민국의 축구 선수 출신의 풋살 선수이다.

## 선수 경력
중앙대학교를 거쳐 2016년부터 일본의 관동리그 1부 VONDS 이치하라에 입단했다
2017년, J3리그 FC 류큐에 완전 이적한 뒤에 2017년에 퇴단했다.
퇴단 후 귀국하고 풋살 선수로 뛰며 2020-2021, 2021-2022의 2시즌 연속으로 득점왕이 되었다.